# Henri Arvon
Henri Arvon, né Heinz Aptekmann (9 mars 1914 - 2 décembre 1992) est un historien des idées d'origine juive allemande, ayant obtenu la nationalité française en 1939. Il a écrit de nombreux ouvrages sur l'histoire de l'anarchisme et du mouvement libertaire.
À la fin de son existence, il était devenu libertarien.

## Biographie[2],[3]
Né dans une famille , juive de Bayreuth, Heinz Aptekmann fait ses études secondaires au lycée de la ville et obtient son "Abitur" en 1933. Juif, il fuit l'Allemagne après la prise de pouvoir des nazis. La nationalité allemande lui ayant été retirée c'est comme apatride  qu'il se fixe à Strasbourg où il poursuit ses études, logeant dans un foyer pour jeunes réfugiés.
Il fait son service militaire à partir de 1937 à Granville et s'engage en 1939 dans l'armée française. Il obtient la nationalité française et pour faire sortir sa future épouse Marta Weinberg, exilée comme lui, du camp où elle était internée, ils se marient en 1939. Démobilisé, il rejoint l'Université de Clermont-Ferrand où il occupe un poste d'enseignant à l'Institut d'Études Germaniques. À la suite de l'invasion de la zone libre, et après avoir échappé de peu à une arrestation en novembre 1943, il se cachera à la campagne avec son épouse jusqu'à la Libération et gagnera sa vie en intervenant dans des émissions culturelles diffusées sur France Culture et travaillera la terre pour avoir de quoi se nourrir.
Après la Libération, Il enseigne alors à l'École Militaire Préparatoire de Billom, tout en préparant l'agrégation, qu'il obtient en 1946,.
À partir de cette date, il professe au Prytanée national militaire à La Flèche, où il restera jusqu'en 1965. Il rejoint en 1966 l'Université de Clermont-Ferrand avant de devenir professeur à Paris X en 1971. Il y enseignera jusqu'à sa retraite en 1982.
Père d'une petite Cécile en 1945, il perd son épouse en 1978. Remarié en 1982, il vivra en Espagne jusqu'à ses derniers jours en 1992.
Il est l’auteur de nombreux ouvrages philosophiques ou de vulgarisation philosophique. En 1951, a été publiée, pour la première fois, son ouvrage intitulé « Le bouddhisme » aux PUF, dans la collection « Que sais-je ? ». Celui-ci, réédité plus d’une vingtaine de fois est un ouvrage de référence introductif au bouddhisme. Henri Arvon y décrit en premier lieu les racines politiques et spirituelles du bouddhisme et, ensuite, tente de décrire les principes généraux du bouddhisme ainsi que les conditions de sa diffusion à travers l’Asie.